# Ixodes unicavatus
Ixodes unicavatus este o specie de căpușe din genul Ixodes, familia Ixodidae, descrisă de Neumann în anul 1908. Conform Catalogue of Life specia Ixodes unicavatus nu are subspecii cunoscute.